# 日本安全教育学会
日本安全教育学会（にほんあんぜんきょういくがっかい、英文名：The Japanese Association of Safety Education、略称：JASE）は、研究者、行政、学校等の教職員等が協働し、学校、子ども、高齢者及びその他の安全教育に関する調査研究及び普及啓発、並びに安全教育学領域の研究の発展に資することを目的に、初代学会長吉田瑩一郎を中心に1999年（平成11年）12月に設立した学術学会。当学会は、日本学術会議の協力学術研究団体である。
学会事務局は、東北大学災害科学国際研究所内（仙台市青葉区荒巻字青葉468-1-S304-W）に設置している。

## 学会活動
安全教育・危機管理の多様な課題解決に貢献することが日本安全教育学会の社会的責務であり、①学術研究の一層の深化 ②研究と実践の協働の基盤である学会員の拡大 ③年次学会と研究集会等の充実 ④研究者と行政、学校等の協働による地域での活動強化を重視し運営している。
「安全教育学研究」を年2回発刊、年次学会や研究集会やフォーラムを定期的に開催している。

## 学会組織
2020（令和2）年6月1日現在
- 理事長
  - 戸田芳雄（学校安全教育研究所 顧問、明海大学 客員教授）
- 顧問
  - 高石昌弘（東京医科大学 客員教授）
  - 詫間晋平（大阪総合保育大学大学院 客員研究員）
  - 源栄正人（東北大学災害科学国際研究所 名誉教授）
- 常任理事
  - 小川和久（東北工業大学教職課程センター 教授）
  - 木宮敬信（常葉大学教育学部 教授）
  - 佐藤健（東北大学災害科学国際研究所 教授）
  - 藤岡達也（滋賀大学大学院教育学研究科 教授）
  - 藤田大輔（大阪教育大学教育学部 教授）
  - 三木とみ子（女子栄養大学 名誉教授）
  - 矢崎良明（学校安全教育研究所 代表）[2]